# 5617-es mellékút (Magyarország)
Az 5617-es mellékút egy rövid, kevesebb, mint 4 kilométeres hosszúságú, négy számjegyű mellékút Baranya vármegye területén; tulajdonképpen Pécs egyik belső útjának tekinthető, bár a fő funkciója, hogy Kozármisleny községet kösse össze a megyeszékhely keleti városrészeivel, illetve a 6-os főúttal.

## Nyomvonala
Kozármisleny és Pécs határvonalán, az előbbi település belterületének közvetlenül az északi szélén ágazik ki az 57-es főútból, kicsivel annak a 34. kilométere előtt, kevesebb, mint 100 méterre a Siklósra vezető 5711-es út kiágazásától. Észak felé indul, és az első métereitől kezdve Pécs területén húzódik. Mintegy 300 méter után eléri az Üszögi-horgásztó térségét, ahol északnyugati irányba fordul, majd érinti Üszögpuszta városrész északi szélét. 1,2 kilométer megtétele után, körforgalmú csomóponttal keresztezi az 578-es főutat, majd elhalad a Pécs–Mohács-vasútvonal Pécsbánya-Rendező vasútállomásának északi része mellett, és még a második kilométerének elérése előtt keresztezi a Gyárváros felé vezető iparvágányokat. Innentől Gyárváros nyugati szélén folytatódik, mint a városrész egyik főutcája. Utolsó méterein még keresztezi a Pécs–Bátaszék-vasútvonal vágányait, majd véget is ér, beletorkollva a 6-os főútba, annak a 194+700-as kilométerszelvénye közelében, Diós délnyugati és Budai városrész délkeleti határánál. Neve a rendszerváltás óta a teljes városi szakaszon Mohácsi út, azelőtt Felszabadulás útja volt.
Teljes hossza, az országos közutak térképes nyilvántartását szolgáló kira.gov.hu adatbázisa szerint 3,601 kilométer.

## Települések az út mentén
- (Kozármisleny)
- Pécs